# Andreas Asmussen
Andreas Frederik Asmussen, född 15 november 1840 i Flensborg, död 8 augusti 1914 i Köpenhamn, var en dansk ämbetsman och filantrop.
Efter att ha avlagt juridisk ämbetsexamen 1863 var han en tid volontär i ministeriet för Slesvig, men anställdes 1867 som assistent i kultusministeriet, där han därefter genomgick alla grader till departementschef (1888–1912). Förstnämnda år tillträdde han posten som ordförande i styrelsen för sinnesslöanstalten Gamle Bakkehus i Frederiksberg, som två år senare, på hans initiativ, utbyggdes genom inköp av lantegendomen Ebberødgård vid Birkerød, där under de följande åren ett storslaget anstaltskomplex for sinnesslöa uppfördes. Åren 1876–1885 utsände han med års mellanrum flera utgåvor av Ny gejstlig Stat. Han var i många år utgivare av Meddelelser ang. det højere Skolevæsen i Danmark. 